# 克里斯蒂安·德波尔藏帕克
克里斯蒂安·德·包赞巴克（法語：Christian de Portzamparc，法語發音：[kʁistjɑ̃ də pɔʁtzɑ̃paʁk]，1944年5月4日—），法國建築師與城市規劃師，1994年普立茲克獎得主。

## 作品

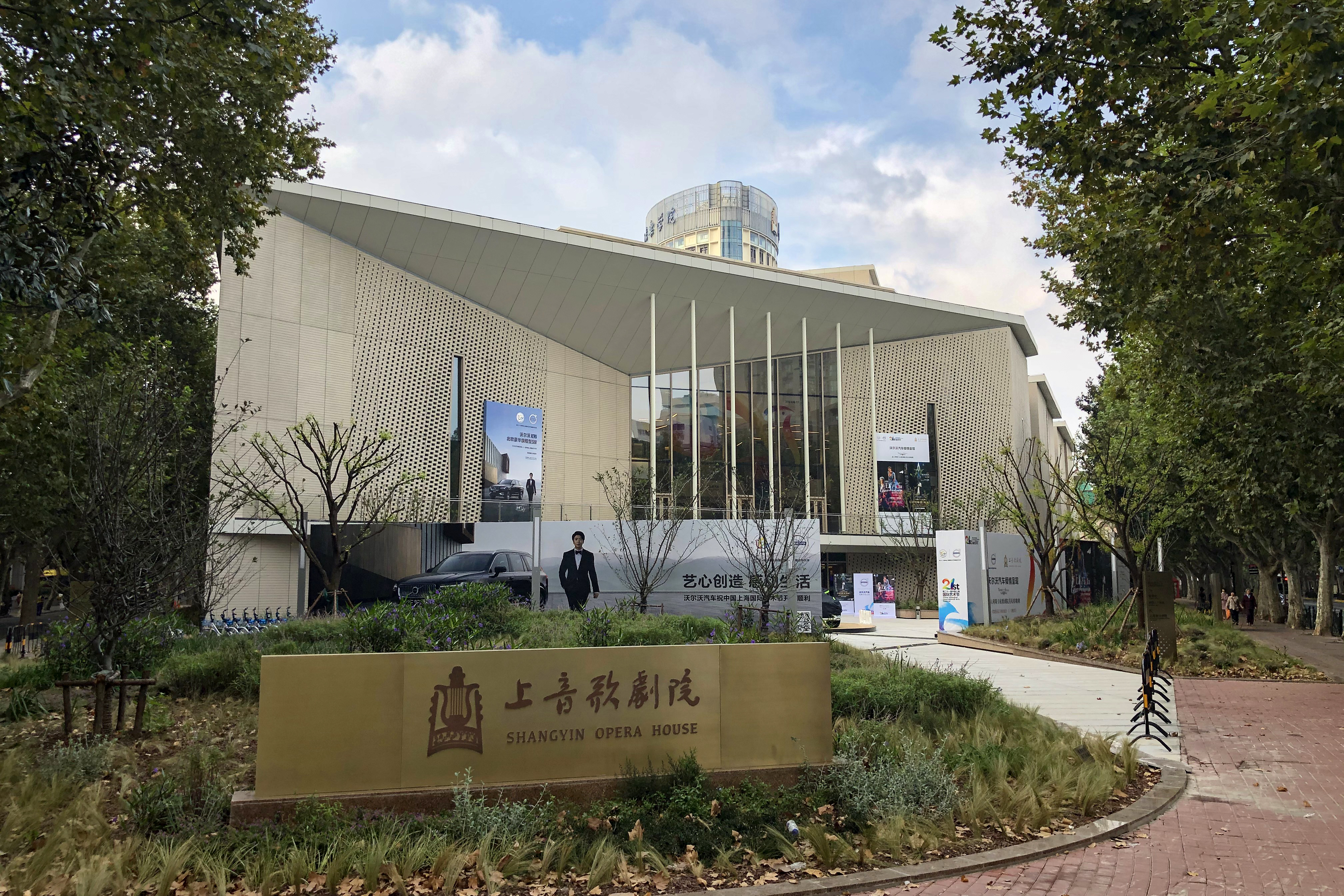
上海音樂學院歌剧院，上海，2016-2019
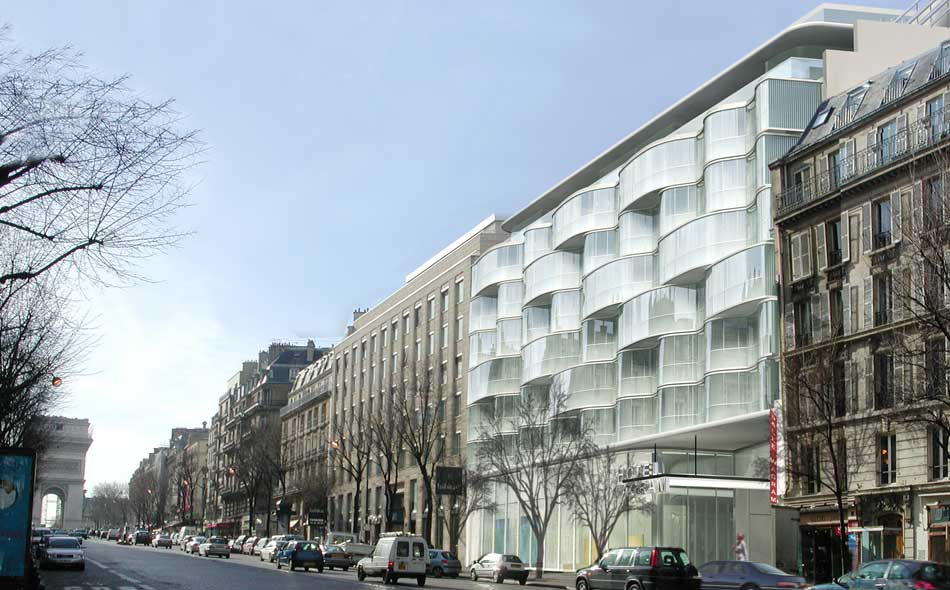
万丽巴黎凱旋門酒店，巴黎，2003-2008
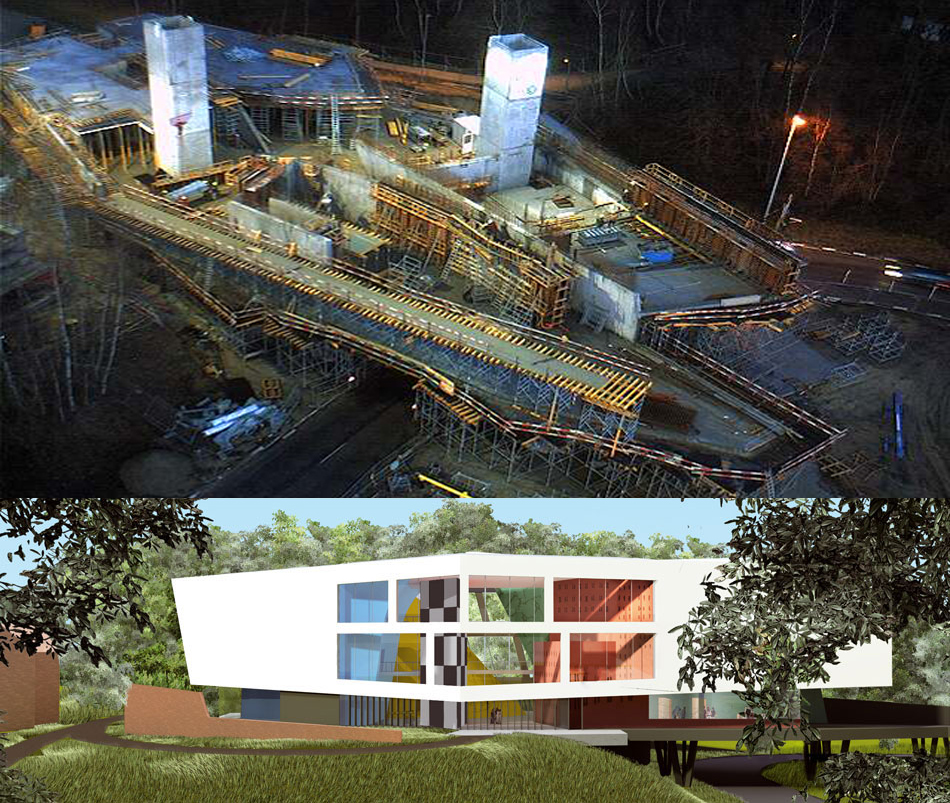
埃爾熱博物館，奧蒂尼－新魯汶，2001-2009
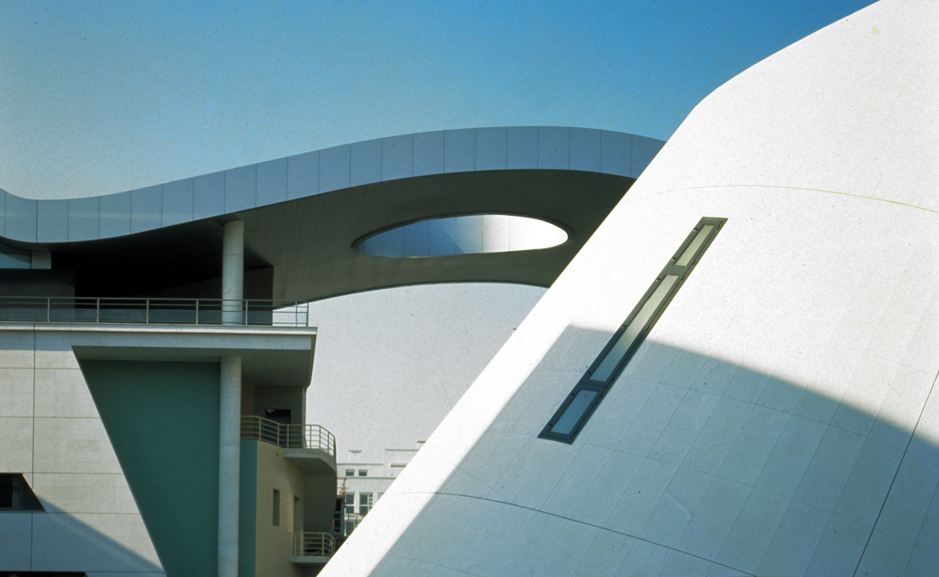
音樂城，巴黎，1984-1995

## 外部連結
- Official site
- Masséna urban plan review. a+t architecture publishers （页面存档备份，存于）